# Awa (Tokushima)
Awa (阿波市, Awa-shi) é uma cidade japonesa localizada na província de Tokushima.
Em 2007 a cidade tinha uma população estimada em 40 413 habitantes e uma densidade populacional de 211,6 h/km². Tem uma área total de 190,97 km².
Recebeu o estatuto de cidade a 1 de Abril de 2005.